# Festa di san Marco
La festa di san Marco è la solennità patronale di Venezia e del Veneto e di Latina, che viene celebrata il 25 aprile, in memoria di san Marco evangelista.

## Storia
Durante la serenissima Repubblica di Venezia, veniva organizzata una processione da piazza san Marco. A tale manifestazione, partecipavano le autorità maggiormente influenti, sia civili che religiose, della repubblica. Erano dedicati a san Marco anche il 31 gennaio, ricordo della traslazione a Venezia delle reliquie, e il 25 giugno, data del rinvenimento, nel 1094, del luogo in cui esse erano state occultate.

Oggi, le celebrazioni religiose più importanti sono la Messa solenne alle 10.30 nella Basilica di san Marco e i Vespri, officiati nella stessa Cattedrale nel tardo pomeriggio; entrambe le funzioni sono presiedute dal Patriarca di Venezia.
Dopo la seconda guerra mondiale, la data del 25 aprile coincide con l'anniversario della liberazione d'Italia dal nazifascismo; per tale motivo, al fine di non perdere la giornata festiva annuale, il comune di Venezia ha scelto di spostare la festività locale del patrono al 21 novembre, anniversario dedicato alla Madonna della Salute che ricorda la fine dell'epidemia della peste del 1630.

## Il bocciolo di San Marco
La tradizione pluricentenaria di Venezia vuole che il 25 aprile, nel giorno dedicato a san Marco, sia offerto a fidanzate e mogli un bocciolo di rosa rossa, in segno d'amore. L’usanza nasce dalla leggenda di Maria, detta Vulcana per la folta chioma fiammeggiante, figlia del Doge Angelo Partecipazio, che si innamorò ricambiata del giovane Tancredi. Il sentimento dei due giovani era osteggiato dal padre di Maria, che non avrebbe permesso un tale matrimonio. Maria chiese allora a Tancredi di andare a combattere contro gli arabi in Spagna con l'esercito di Carlo Magno, per guadagnare fama: il padre così non avrebbe più potuto opporsi al loro amore. Tancredi partì e si coprì di gloria in guerra. Un triste giorno arrivarono a Venezia alcuni cavalieri francesi che erano stati guidati dal paladino Orlando, eroe caduto nella battaglia di Roncisvalle del 15 agosto 778 e celebrato poi nel famoso poema epico della Chanson de Roland. I cavalieri cercarono Maria per annunziarle la morte di Tancredi: colpito dal nemico, era caduto sanguinante sopra un rosaio.

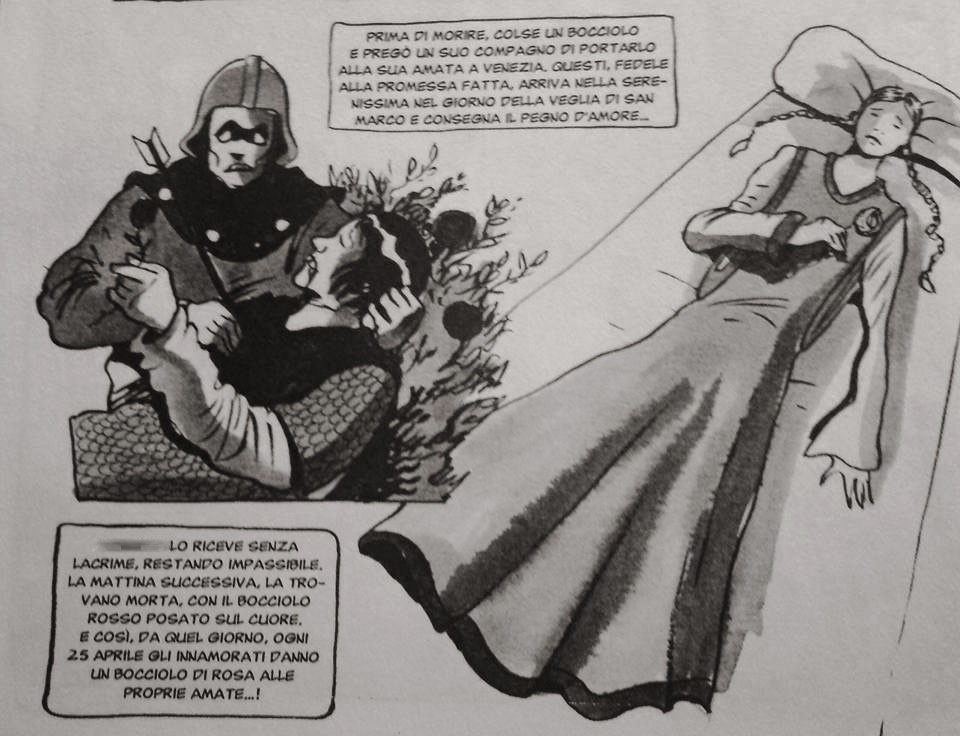

Da quella volta il bocciolo di rosa viene offerto alle donne nel giorno di san Marco quale simbolo d'amore vero, imperituro.
Il 25 aprile 2014 è stata realizzata in piazza San Marco a Venezia una performance artistica collettiva con un migliaio di partecipanti che hanno formato un enorme disegno di un bocciolo di rosa rossa, fotografato dalla sommità del campanile. L'idea e la realizzazione è stata dell'artista veneziana Elena Tagliapietra, che la ha denominata Una Rosa per Venezia. Quest'opera di land art temporanea è stata una delle tappe del progetto Venezia Rivelata: un programma biennale ideato dallo scrittore Alberto Toso Fei ed Elena Tagliapietra costituito da tredici performance artistiche e letterarie inserite nel programma delle maggiori festività veneziane svolte in altrettanti luoghi significativi di Venezia a cui sia legata un’antica leggenda o un aspetto tradizionale di rilevanza storica. Un progetto che ha visto impegnati i due artisti in un inedito progetto di Reading e di Body Painting. Hanno preso vita di volta in volta diversi tipi di performance come la pittura del corpo, ma anche contaminazioni dal mondo della danza, della musica, del teatro, interazioni con la tecnologia e altre forme espressive, in una nuova formula creata da Elena Tagliapietra, originale per ogni singolo evento, per comunicare le sensazioni ispirate dai racconti in maniera innovativa e d’impatto emozionale, per “sentire” i racconti non solo con le orecchie ed il cervello, ma anche con il cuore.
La foto del bòcolo umano è diventata da quel giorno il simbolo visivo di questa festa.

## Bibliografia

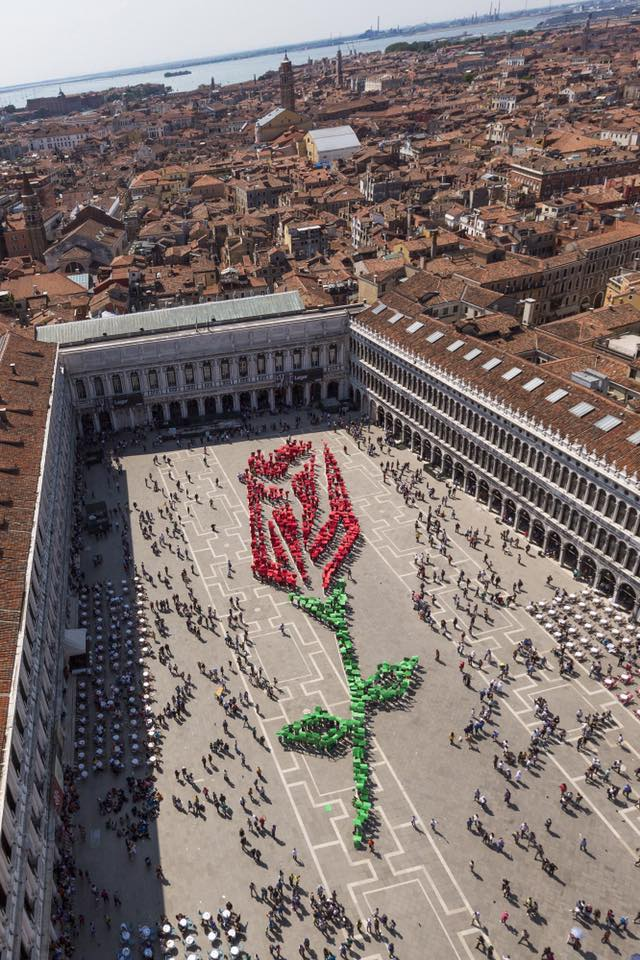
Il bocciolo di rosa in piazza San Marco a Venezia.